# バックソード

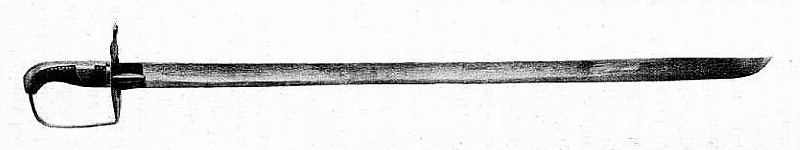
軍用のバックソードの一種。1796年のイギリス製の騎士用の剣

バックソード（英語: Backsword）は、西ヨーロッパの刀の一種。片刃の刀剣（直刀）であり、切っ先から4分の1のみが両刃になっている物もある。籠状の柄が特徴でありバスケット・ヒルト・ソードとも呼ばれる。バックソードという呼称は同時代の他の刀剣と比べ分厚い背（峰）を持つ「背を持つ刀剣」が由来である。刃渡りは90センチメートル以内で重量は1.2キログラムから1.3キログラム。
片手用の刀である。バスケットヒルトとは籠状の柄のことであるが、単一の起源は存在せず中世末期にヨーロッパの各地で誕生したとされる。初期のバスケットヒルトは鋼鉄の棒を組み合わせたモノだったが、やがて防御性能の向上を考慮して板状のものになっていたという。また、掴まれたり籠の隙間から刀剣の切っ先が入り込んだりするのを防ぐため籠の裏には革が貼り付けられていた。ただ、このような籠状の柄をもつ刀剣は奇襲などを受けた際に、素早く鞘から抜くのが難しく柄ではなく籠の方をつかんでしまいやすいという欠点がある。類似の刀剣としては、スコットランドのブロードソード（クレイモア）、イタリアのスキアヴォーナなどがある。インドではゾーリンゲンから輸入したバックソードからフィランギが作られている。

## 用法
バックソードのような片手用刀剣を扱う際に、最も注意すべきことは切りつけた時に「刃を正確に立てること」である。ヨーロッパの刀剣はよく棍棒のように扱うと誤解を受けがちであるが、実際には精密な動作が要求された。この問題は刀剣を片手で扱う時に顕著になる問題とされ、18世紀の剣士ジョン・ゴッドフリーは片手用の刀剣で切りつけると手の中で回転してしまい、正確に刃を立てられるのは10回に1回で残りは平で殴る羽目になったとしている（ルネサンス期には鍔に指をかけることで剣が回転することを防ぎ、刺突の際に刀剣を安定させる技法があった）。
このほかに「引き切り」という用法もあり、これは刀剣が命中した際にそのまま押し切るのではなく、押しつけながら手前に引くことで深く切ることが目的だった。